# Dansk Melodi Grand Prix 2018
La 48ª edizione del Dansk Melodi Grand Prix si è tenuta il 10 febbraio 2018 ed ha decretato il rappresentante della Danimarca all'Eurovision Song Contest 2018.
Il vincitore è stato il cantante danese Rasmussen con il brano Higher Ground.

## Organizzazione
Danmarks Radio (emittente radiotelevisiva danese) ha confermato la propria partecipazione all'ESC 2018 il 4 luglio 2017 e come negli anni precedenti, il DMPG è stato scelto per selezionare il rappresentante danese.
Come le altre edizioni il Dansk Melodi Grand Prix è stato diviso in due fasi: la finale, dove i 10 concorrenti si esibiscono e vengono votati, e la superfinale, dove i primi 3 classificati si sfidano per la vittoria definitiva.

## Partecipanti
| Artista            | Titolo                    | Traduzione                        | Compositori                                                                            |
| ------------------ | ------------------------- | --------------------------------- | -------------------------------------------------------------------------------------- |
| Albin Fredy        | Music for the Road        | Musica per la strada              | Rune Braager, John Garrison, O. Antonio                                                |
| Anna Ritsmar       | Starlight                 | Luce stellare                     | Lise Cabble                                                                            |
| CARLSEN            | Standing Up for Love      | Difendere l'amore                 | Thomas Thörnholm, Michael Clauss, Dave Rude                                            |
| Ditte Marie        | Riot                      | Rivolta                           | Theis Andersen, Lise Cabble, Chris Wahle                                               |
| KARUI              | Signals                   | Segnali                           | Annelie Karui Saemala, Jeanette Bonde, Daniel Fält, Jonas Halager                      |
| Lasse Meling       | Unfound                   | Non scoperto                      | Lasse Meling, Kim Nowak-Zorde, TheArrangement                                          |
| Rasmussen          | Higher Ground             | Terreno più elevato               | Niclas Arn, Karl Eurén                                                                 |
| Rikke Ganer-Tolsøe | Holder fast i ingenting   | Bloccato sul nulla                | Rune Braager, Clara Sofie, Andrea Emilie Fredslund Nørgaard                            |
| Sandra             | Angels to My Battlefields | Angeli ai miei campi di battaglia | Chief 1, Ronny Vidar Svendsen, Anne Judith Stokke Wik, Nermin Harambasic, Sandra Hilal |
| Sannie             | Boys on Girls             | Ragazzi su ragazze                | Sannie Carlson, Domenico Canu, James Reeves                                            |

## Finale
| #  | Artista            | Titolo                   |
| -- | ------------------ | ------------------------ |
| 1  | Ditte Marie        | Riot                     |
| 2  | Anna Ritsmar       | Starlight                |
| 3  | Rasmussen          | Higher Ground            |
| 4  | Sannie             | Boys on Girls            |
| 5  | Sandra             | Angels to My Battlefield |
| 6  | Lasse Meling       | Unfound                  |
| 7  | CARLSEN            | Standing Up for Love     |
| 8  | KARUI              | Signals                  |
| 9  | Rikke Ganer-Tolsøe | Holder fast i ingenting  |
| 10 | Albin Fredy        | Music for the Road       |

### Superfinale
| Artista      | Titolo             | Punteggio | Punteggio | Punteggio | Posizione |
| Artista      | Titolo             | Giuria    | Televoto  | Totale    | Posizione |
| ------------ | ------------------ | --------- | --------- | --------- | --------- |
| Anna Ritsmar | Starlight          | 13.3%     | 18%       | 31%       | 2         |
| Rasmussen    | Higher Ground      | 30%       | 20.1%     | 50%       | 1         |
| Albin Fredy  | Music for the Road | 6.7%      | 11.9%     | 19%       | 3         |

## All'Eurovision Song Contest
Rasmussen si è esibito 5º nella seconda semifinale dell'Eurovision Song Contest 2018 (10 maggio) a Lisbona. Piazzandosi al 5º posto avanza in finale, con un 12º posto per la giuria e un 1º posto per il televoto e un totale di 204 punti.
Esibendosi 15º nella serata finale (12 maggio) ha ottenuto un 9º posto con 226 punti (prima apparizione danese nella top 10 dal 2014).